# Романова, Марина Александровна
Марина Александровна Романова (род. 8 июня 1979, Ленинград, СССР) — российская спортсменка по фридайвингу (апноэ), победитель и призёр чемпионатов России по нырянию в длину, член сборной команды России по фридайвингу, мастер спорта по подводному спорту, инструктор NDL, судья AIDA, рекордсменка России в дисциплине DYNB.

## Биография
Марина Александровна Романова родилась 8 июня 1979 года в Ленинграде. В 2012 году начала заниматься фридайвингом. 
В 2016 году выиграла Чемпионат России по фридайвингу в дисциплине «Статическое апноэ» (STA). Заняла призовые места в Международных соревнований Восточной Европы в составе российской сборной по фридайвингу RIGA FREEDIVING CUP 2017, RIGA FREEDIVING CUP 2018 WR status, кубка России 2019. 
Принимала участие в Чемпионате мира по фридайвингу «Белград 2018» (Сербия).
В 2023 и 2024 годах стала чемпионкой России по фридайвингу в дисциплине «Динамическое апноэ в раздельных (би) ластах» (DYNB) среди женщин.
7 марта 2019 года установила официальный рекорд России в дисциплине DYNB — 179 метров. Является судьёй международного уровня AIDA, инструктором NDL по обучению фридайвингу.